# باتريسيا ديفيز
باتريسيا ديفيز (بالإنجليزية: Patricia Davies)‏ هي لاعب هوكي الحقل زيمبابوية، ولدت في 5 ديسمبر 1956.

## وصلات خارجية
- باتريسيا ديفيز على موقع الاتحاد الدولي للهوكي (الإنجليزية)
- باتريسيا ديفيز على موقع أوليمبيديا (الإنجليزية)